# Semblant
Semblant es una banda brasileña de death metal melódico formada en 2006 en la ciudad de Curitiba por el vocalista Sergio Mazul y el tecladista J. Augusto. El grupo actualmente forma parte del catálogo de artistas de la discográfica de David Ellefson (Megadeth), EMP Label Group, que relanzó mundialmente el segundo álbum de la banda, Lunar Manifiesto, aclamado por la crítica especializada.
Durante sus años iniciales, la banda realizó diversos conciertos en territorio brasileño con diferentes músicos en la formación, incluyendo la primera vocalista, Katia Shakath, responsable por los vocales de Last Night of Mortality. Shakath fue sustituida por la paranaense Mizuho Lin a mediados de 2010. Desde entonces, el Semblant tiene gradualmente conquistado el escenario metalero nacional e internacional, con fechas ya marcadas inclusive para una posible gira de la banda por Estados Unidos.

## Discografía

### Álbumes de estudio
- 2010 - Last Night of Mortality
- 2014 - Lunar Manifesto
- 2020 - Obscura
- 2022 - Vermilion Eclipse

### Demos / EPs
- Behold the Real Semblant (2008)
- Behind the Mask (2011)

### Sencillos
- Sleepless (2009)
- Throw Back to Hell (2012)

## Formación

### Actual
- Sergio Mazul – vocales y gutural (desde 2006)
- J. Augusto – teclado (desde 2006)
- Mizuho Lin – vocal (desde 2010)
- Sol Perez – guitarra eléctrica (desde 2011)
- Juliano Ribeiro – guitarra eléctrica (desde 2011)
- Thor Sikora – batería (desde 2013)

- Datos: Q25440360
- Multimedia: Semblant / Q25440360